# Aeronautica & Difesa
Aeronautica & Difesa est l'un des principaux magazines italiens spécialisés dans les techniques aéronautiques et la défense. Il est publié mensuellement par la maison d'édition Edizioni Monografie s. r. l., basée à Rome.

## Sujets traités
- les lettres, une section consacrée aux lettres envoyées par les lecteurs
- Actualités sur l'armée de l'air et l'industrie aéronautique en Italie
- une série d'articles de fond (généralement 15) sur un sujet particulier
- des nouvelles du monde entier, dont une partie est consacrée à l'actualité étrangère en Italie

Dans chaque magazine, il y a également un tableau des avions et des armoiries de l'aéronautique mondiale, qui changent à chaque parution.